# Merveille Lukeba
Merveille Lukeba (ur. 30 marca 1990) – brytyjski aktor, występował w roli Thomasa Tomone’a w serialu Kumple.
Urodzony w Kinszasie, w Demokratycznej Republice Konga, wychował się w Woolwich (południowo-wschodni Londyn).
Merveille potrafi płynnie mówić po francusku i w lingala.

## Kariera
Po raz pierwszy pojawił się w telewizji w 2007 r. jako Tre Douglas w serialu The Bill emitowanym przez ITV.
W 3. i 4. sezonie serialu dla nastolatków Kumple Merveille zagrał Thomasa Tomone’a, kongijskiego imigranta, który trafił do Wielkiej Brytanii.

## Filmografia
| Rok       | Tytuł                         | Rola          | Notka                                   |
| --------- | ----------------------------- | ------------- | --------------------------------------- |
| 2006      | Ezra                          | Moses         | Film                                    |
| 2007      | The Bill                      | Tre Douglas   | Sezon 23, Odcinek 57                    |
| 2009-2010 | Kumple                        | Thomas Tomone | Należał do głównej obsady 3 i 4 sezonu. |
| 2009      | 10 Minute Tales – Perfect Day | The Boy       | film krótkometrażowy                    |
| 2010      | Bloody Foreigners             | John Hackett  | Sezon 1, Odcinek 1                      |